# Changwon LG Sakers
Changwon LG Sakers (Coreano: 창원 LG 세이커스) es un equipo de baloncesto coreano con sede en Changwon, Gyeongsang del Sur, que compite en la KBL, la primera categoría del baloncesto del país. Su principal patrocinador es LG Electronics, que tiene su sede en la ciudad de Changwon.
El club se fundó en 1997 con la denominación de Gyeongnam LG Sakers, que fue cambiado por el actual en su segunda temporada. Disputa sus partidos como local en el Changwon Gymnasium, con capacidad para 6.000 espectadores.

## Palmarés

### Nacional
- KBL

Finalista (2): 2000–01, 2013–14
- KBL Pro-Am

Finalista (1): 2016

### Continental
- ABA Club Championship

Campeón (2): 2012, 2013

## Posiciones en la liga
| Temporada | Puesto | T. regular | T. regular | Playoff | Playoff | Notas               |
| Temporada | Puesto | PG         | PP         | PG      | PP      | Notas               |
| --------- | ------ | ---------- | ---------- | ------- | ------- | ------------------- |
| 1997–98   | 2/10   | 28         | 17         | 1       | 3       | Semifinales Playoff |
| 1998–99   | 5/10   | 25         | 20         | 0       | 3       |                     |
| 1999–00   | 7/10   | 20         | 25         |         |         |                     |
| 2000–01   | 2/10   | 30         | 15         | 4       | 6       | Finales Playoff     |
| 2001–02   | 5/10   | 28         | 26         | 4       | 3       | Semifinales Playoff |
| 2002–03   | 2/10   | 38         | 16         | 2       | 3       | Semifinales Playoff |
| 2003–04   | 6/10   | 28         | 26         | 2       | 4       | Semifinales Playoff |
| 2004–05   | 9/10   | 17         | 37         |         |         |                     |
| 2005–06   | 8/10   | 26         | 28         |         |         |                     |
| 2006–07   | 2/10   | 32         | 22         | 1       | 3       | Semifinales Playoff |